# Trichomycterus vittatus
Trichomycterus vittatus es una especie de peces de la familia Trichomycteridae en el orden de los Siluriformes.

## Morfología
• Los machos pueden llegar alcanzar los ,8 cm de longitud total.

## Distribución geográfica
Se encuentra al este del Perú.